# یواس‌اس وردین (ای‌اس‌آر-۱۷)
| یواس‌اس وردین (ای‌اس‌آر-۱۷)   | یواس‌اس وردین (ای‌اس‌آر-۱۷)           |
| -------------------------- | ---------------------------------- |
| کشتی نجات زیردریایی «خروس» |                                    |
| اطلاعات کلی                |                                    |
| کشور سازنده                | ایالات متحده آمریکا                |
| ساخت کارخانه               | شرکت ریخته گری و ماشین آلات ساوانا |
| تاریخ سفارش                | فسخ قرارداد                        |
| مشخصات                     |                                    |
| جنگ‌افزارها                 |                                    |
| سرنوشت                     |                                    |

یواس‌اس وردین (ای‌اس‌آر-۱۷) (به انگلیسی: USS Verdin (ASR-17)) نام یکی از دو کشتی نیروی دریایی ایالات متحده به همین نام است، کشتی یواس‌اس وردین (ای‌اس‌آر-۱۷)
به عنوان  یک کشتی نجات زیردریایی «خروس» در ساوانا، جورجیا، توسط شرکت ریخته گری و ماشین آلات  ساوانا  قرار بود ساخته شود که به دلیل سقوط ژاپن در جنگ جهانی دوم قرارداد ساخت و ساز این کشتی در ۵اوت ۱۹۴۵ لغو شد.